# با یک ترانه در قلب من (فیلم)
با یک ترانه در قلب من (انگلیسی: With a Song in My Heart) فیلمی در ژانر موزیکال به کارگردانی والتر لنگ است که در سال ۱۹۵۲ منتشر شد.

## بازیگران
- سوزان هیوارد
- روری کلهون
- دیوید وین
- تلما ریتر
- رابرت واگنر
- یونا مرکل
- هلن وستکات
- لیف اریکسون

## جوایز
- برنده جایزه اسکار بهترین موسیقی فیلم ۱۹۵۲
- برنده جایزه گلدن گلوب بهترین فیلم موزیکال یا کمدی ۱۹۵۲